# Liste des villes fantômes d'Alaska
Cet article recense des villes fantômes d'Alaska.
|                    | Illustration | Géolocalisation               |
| Chicken            |              | 64° 04′ 15″ N, 141° 52′ 30″ O |
| Chisana            |              | 62° 04′ 16″ N, 141° 59′ 36″ O |
| Council            |              | 63° 54′ 42″ N, 163° 40′ 35″ O |
| Dyea               |              | 59° 30′ 16″ N, 135° 21′ 36″ O |
| Iditarod           |              | 62° 32′ 40″ N, 158° 05′ 43″ O |
| Katalla            |              | 60° 11′ 50″ N, 144° 31′ 06″ O |
| Kennecott          |              | 61° 29′ 10″ N, 142° 53′ 19″ O |
| Kwigiumpainukamiut |              |                               |
| Ohagamiut          |              | 61° 34′ 04″ N, 161° 51′ 49″ O |
| Ophir              |              | 60° 08′ 41″ N, 156° 31′ 10″ O |
| Portlock           |              | 59° 23′ 52″ N, 151° 44′ 46″ O |
| Prospect Creek     |              | 66° 48′ 48″ N, 150° 38′ 38″ O |
| Tofty              |              | 65° 06′ 31″ N, 150° 31′ 55″ O |